# Feistritz und Thomasberg
Die Herrschaft Feistritz und Thomasberg war eine Grundherrschaft im Viertel unter dem Wienerwald im Erzherzogtum Österreich unter der Enns, dem heutigen Niederösterreich.

## Ausdehnung
Die Herrschaft mit der Gülte Raten (Steiermark) umfasste zuletzt die Ortsobrigkeit über Feistritz, Molz, Unternberg, Heiligenstadt, Wieden, Hasleithen, Schabernak, Hollabrunn, Thomasberg, Wiesfleck, Tiefenbach, Bonholz, Kulma, Königsbrunn und Kletten, Olbersdorf, Au, Hütten, Sauerbüchel und Kinnegg, Krottendorf, Petersbaumgarten und Wart. Der Sitz der Verwaltung befand sich in Feistritz am Wechsel.

## Geschichte
Letzter Inhaber der Allodialherrschaft war Josef Freiherr von Dietrich, als die Herrschaft in Folge der Reformen 1848/1849 aufgelöst wurde.